# Arcul geodezic Struve
Arcul geodezic Struve este o rețea formată din 265 de puncte de observație, reprezentate prin cuburi de piatră cu latura de doi metri, dispuși pe o traiectorie relativă între Hammerfest (Norvegia) și Necrasovca-Veche (Ucraina). Această rețea a fost concepută cu scopul evaluării parametrilor tereștri, formei, dimensiunii. Arcul geodezic Struve, în decursul a 40 ani, între 1816–1855, a suferit modificări. Acum acest arc măsoară 2.820 kilometri, numără 34 puncte de observație, incluse în patrimoniul UNESCO din anul 2004.

## Lista punctelor geodezice

Harta punctelor

### Norvegia
- Fuglenes
- Raipas
- Luvdiidcohkka
- Baelljasvarri

### Suedia
- „Pajtas-vaara” (Tynnyrilaki)
- „Kerrojupukka” (Jupukka)
- Pullinki
- „Perra-vaara” (Perävaara)

### Finlanda
- Stuor-Oivi (actualmente Stuorrahanoaivi)
- Avasaksa (actualmente Aavasaksa)
- Tornea (actualmente Alatornion kirkko)
- Puolakka (actualmente Oravivuori)
- Porlom II (actualmente Tornikallio) (Lappträsk en sueco)
- Svartvira (actualmente Mustaviiri)

### Estonia
- „Woibifer” (Võivere)
- „Katko” (Simuna)
- „Dorpat” (observatorio de Tartu)

### Letonia
- „Sestu-Kalns” (Ziestu)
- „Jacobstadt” (Jekabpils)

### Lituania
- „Karischki” (Gireišiai)
- „Meschkanzi” (Meškonys)
- „Beresnäki” (Paliepiukai)

### Rusia
- „Mäki-päälys” (Mäkipällys)
- „Hogland, Z” (Gogland, Tochka Z)

### Belarus
- „Tupischki” (Tupishki)
- „Lopati” (Lopaty)
- „Ossovnitsa” (Ossovnitsa)
- „Chekutsk”
- „Leskovichi”

### Moldova
- Rudi
- Geamăna

### Ucraina
- Felshtin
- Baranovka
- Necrasovca-Veche